# Pierre Marion (haut fonctionnaire)
Pour les articles homonymes, voir Marion.
Pierre Marion, né le 24 janvier 1921 à Marseille et mort le 17 mai 2010 à Louviers (Eure), est un haut fonctionnaire français, ancien directeur général de la direction générale de la Sécurité extérieure (DGSE).

## Biographie

### Jeunesse et études
Le père de Pierre Marion, Louis Marion, natif de Marseille, grandit dans le quartier au pied de la basilique Notre-Dame-de-la-Garde et est prisonnier des Allemands durant la Première Guerre mondiale. Le grand-père maternel de Pierre Marion était adjoint au maire de Marseille et membre du Grand Orient de France.
Pierre Jean Louis Marion naît et grandit à Marseille. Ses parents l'envoient à l'âge de 12 ans seul en Angleterre pour parfaire son anglais. Il étudie au lycée Périer, et reçoit en classe de première le titre de meilleur élève de Marseille. Il est lauréat du concours général en mathématiques, physique et latin. Il est reçu au baccalauréat, avec mention.
Il prépare au lycée Saint-Louis le concours d’entrée à l'École polytechnique : il reçoit les résultats de ce concours le 3 septembre 1939, jour de la déclaration de guerre de la France à l'Allemagne nazie. Il est admis puis incorporé dans l’École le même mois.
Pierre Marion a eu quatre enfants : deux filles et deux fils.[réf. nécessaire]

### Parcours professionnel

#### Carrière à Air France
Il entre à la direction d'Air France dès 1942 à la fin de ses études. La direction se trouve alors en zone libre, à Marseille. Début 1943, Pierre Marion est affecté à Toulouse-Montaudran, puis à nouveau à Marseille (aéroport de Marignane) pour prendre la direction de l'École d'apprentissage d'Air France. C'est alors qu'il prend contact avec un réseau de résistance d'Aix-en-Provence, Juvenal. 
En 1945 il est affecté à Orly, base des longs-courriers. Il séjourne aux États-Unis pendant près d'un an, assurant le contrôle de la fabrication et de la livraison des appareils. Il découvre ainsi l'industrie aéronautique la plus puissante du monde. 
En 1947, il devient collaborateur de Didier Daurat à Orly. Il est désigné par Air France en 1953 pour participer à la sixième session de l'Institut des hautes études de défense nationale. 
En 1955, Pierre Marion est mobilisé lors de la guerre d'Algérie en tant que chef de bataillon, stationné à Marseille, dans l'état-major de la IXe région militaire. Il s'agit de sa première incursion dans le monde du secret : Marion remplit la fonction de chef en second du Deuxième Bureau, le renseignement militaire. Le général du génie qui commande sa région deviendra peu de temps après directeur général du Service de documentation extérieure et de contre-espionnage (SDECE), les services de renseignements extérieurs français.  
À son retour à Air France en 1956, Marion est nommé à la tête de la direction d'exploitation d'Air France. En 1962, il est promu délégué général d'Air France pour l'Asie de l'Est et pour le Pacifique. Il devient président de l'Association des Français du Japon. Il y étudie l'aïkido.  
Ses seuls contacts avec les services de renseignements français ont lieu durant sa direction d'Air France, lorsqu'il avait été invité boulevard Mortier pour être prévenu que certains membres de son entreprise travaillaient pour le Service de documentation extérieure et de contre-espionnage en tant qu'honorables correspondants.  

#### Carrière à l'Aérospatiale
Pierre Marion est rappelé à Paris en 1967, où il prend le poste de directeur général adjoint. Il lance, notamment, l'informatisation des réservations. Il restera à ce poste jusqu'en 1972. Le climat délétère, et la détérioration de ses relations avec le président de la compagnie, le poussent à quitter Air France. Pierre Marion entre alors à la direction de l'Aérospatiale (SNIAS), où il est directeur général adjoint, chargé des affaires industrielles. En 1973, il est nommé délégué général de l'Aérospatiale pour l'Amérique du Nord à Washington. Au cours de ces années, il serait devenu un Honorable correspondant, c'est-à-dire un informateur informel du SDECE, principalement dans le domaine économique, bien que personne au SDECE ne l'ai jamais confirmé.

#### Carrière au sein des services de renseignement
Le 27 juin 1981, Charles Hernu, nouveau ministre de la Défense le nomme directeur général du Service de documentation extérieure et de contre-espionnage (SDECE) à la demande du président François Mitterrand, où il prend la succession d'Alexandre de Marenches. Le président lui accorde chaque semaine entre cinq et quarante cinq minutes d'entretien en fonction des affaires à traiter et lui assure qu'il le gardera pendant tout son premier septennat. Il est immédiatement mis dans le secret de l'existence de Mazarine Pingeot, fille cachée du président, par François de Grossouvre.
Marion se sépare de trois collaborateurs de l'ancien directeur général, à savoir Michel Roussin, qui sera directeur de cabinet de Jacques Chirac, du docteur qui faisait office de psychologue du service, et de l'administrateur des finances de la DGSE, qui faisait fuiter des informations vers le ministère des Finances. Les licenciements furent donc de moindre ampleur que celle d'Alexandre de Marenches en son temps, qui s'était séparé de tous les principaux responsables du service.
En 1982, il refuse que la DGSE gère la sécurité du président de la République, ce qui conduit à la création du Groupe de sécurité de la présidence de la République de Christian Prouteau l'année suivante.
Il est le dernier à ce poste, puisque, le 2 avril 1982, le SDECE devient la direction générale de la Sécurité extérieure (DGSE). Il en est directeur jusqu'en novembre 1982. Son mandat est le plus court (5 mois) de l'histoire du service depuis sa création en 1946.  

## Action au sein des services de renseignement

### Le modernisateur des services de renseignements
Le président Mitterrand confie à Pierre Marion le soin de dresser un tableau détaillé de l'état du SDECE, qu'il juge médiocre. Marion rapporte que le président lui confie lors de leur premier entretien que les analyses du service sont connues pour manquer de rigueur, que leurs renseignements étaient insuffisants, et que le SDECE avait dérapé lors des affaires Ben Barka et l'affaire qui avait mis en cause Claude Pompidou. Marion remet son rapport au président à la mi-janvier 1982, et tranche en faveur d'une refondation du SDECE. Elle est transformée par décret du 2 avril 1982 en DGSE.
Pierre Marion entreprend ensuite une modernisation à marche forcée des services, qu'il qualifie de peu productif, divisé, affaibli, et dépourvu d'agents dans les pays du bloc soviétique, à l'exception d'un pays secondaire. Il dit à son arrivée : « Il n'y a rien à l'Est ? Enfin, messieurs, où est donc la menace : à l'Est ou à l'Ouest ? » Le SDECE puis la DGSE enverront des agents à l'Est sous son mandat. 
Fort de son expérience internationale, il se fixe trois objectifs : d'abord, informatiser le service, technologie jusque-là limitée au paiement des salaires, ensuite créer une direction du renseignement économique, réforme indispensable en une fin de siècle qui voit l'émergence de nouvelles puissances (Chine, Inde, ASEAN, Corée, Brésil) et enfin, engager ce qu'il appelle une « démilitarisation » du SDECE qui vise à y diminuer le nombre de militaires. 
Il crée par le texte organique du 18 août 1981 une division Plan Prospective Évaluation, chargée à partir des renseignements bruts de rédiger des analyses et d'établir les plans de recherche, ainsi qu'une division autonome consacrée à l'intelligence économique, la considérant comme l'outil privilégié pour faire face aux menaces liées aux guerres économiques à venir, en puisant dans son expérience aux États-Unis des exemples d'utilisation par les américains d'espionnage économique mené par la CIA.
Pierre Marion décide de faire usage du réseau Stay-behind français, composante hexagonale de Gladio, pour tester son efficacité. Après l'avoir constatée (il est exfiltré de France dans les 24h), il décide de dissoudre ce réseau, considérant que le stay behind français ne doit en aucun cas être géré par un réseau clandestin dont la Direction générale ne connaît ni la composition, ni la loyauté. Le stay behind mis en place par la CIA pour la France aurait ainsi été supprimée, et un nouveau stay behind, géré par la DGSE cette fois, aurait été mis en place.
Il démilitarise le SDECE, pensant que, pour être plus efficaces, les services spéciaux doivent faire appel à des civils dotés de cultures multiples (ingénieurs, économistes, historiens, géographes, linguistes, etc.), à l'image des alter ego anglo-saxons (CIA, MI6) ou allemands (BND). Le but est de dégager les services spéciaux du complexe militaro-industriel qui se comporte comme un groupe de pression autonome et engage la France dans des programmes d'armements très coûteux, inadaptés à la menace et hors de tout contrôle démocratique véritable ; il le qualifie de statocratie. Pierre Marion a développé cette théorie dans un livre, Le pouvoir sans visage (1988).

### L'obstacle politique
Dans son témoignage La mission impossible. À la tête des services secrets (1991), il se livre à une critique de l'exercice du pouvoir par François Mitterrand et son désintérêt pour le renseignement. Il dénonce la médiocrité personnelle de ses principaux ministres (notamment Gaston Defferre, Claude Cheysson et Charles Hernu) et dépeint des services secrets inefficaces et enlisés dans des rivalités internes et des intrigues, notamment entre la DGSE, la DST, les gendarmes et la Cellule africaine de l'Élysée. En effet, il prétend que son action en Afrique fut très largement entravée par les réseaux de Jacques Foccart, très actifs chez Elf Aquitaine, et par une partie des conseillers de Mitterrand regroupés autour de François de Grossouvre. 
En 1999, il écrit Mémoires de l'ombre, un réquisitoire contre François Mitterrand et son entourage : l'auteur y critique vivement l'absence de culture économique du président au cours d'une époque de bouleversements des rapports de forces dans le monde dus à des causes économiques. Ainsi, à propos du chef de l'État, il écrit : « Son approche des problèmes internationaux se lit à travers le prisme de la politique politicienne : il a une mauvaise connaissance du monde extérieur, sur lequel il ne semble avoir aucune culture historique. Il comprend mal les questions économiques et financières ».

### Bilan de l'action
Malgré la brièveté de son passage au service, le mandat de Pierre Marion est marqué par des chantiers importants qui modifient la structure, le fonctionnement, et la qualité des travaux du service.
Pierre Marion permet une montée en puissance de la DGSE, qui se diversifie. Il envoie notamment des taupes au sein de grandes entreprises américaines, qui seront détectées par le FBI à la fin des années 1980 ; le déclarant en 1989, dans une interview avec une journaliste américaine, il provoque une crise diplomatique avec les États-Unis, que doit rattraper le premier ministre Michel Rocard.
Pierre Marion décide de quitter le service fin 1982, après plusieurs mois de réflexion, considérant que le soutien politique n'était pas suffisant pour mener à bien sa mission, et que les politiques bloquaient parfois même le service. Son remplacement était apparemment déjà prévu depuis juillet par François Mitterrand, car il avait demandé à François de Grossouvre d'approcher des successeurs potentiels, dont Pierre Lacoste, dès juillet 1982. 
Marion démissionne lorsqu'il est assuré par son ministre Charles Hernu d'un point de chute. Celui-ci lui rapporte une phrase de François Mitterrand : « Il mérite un poste important, il n'a pas démérité ». Il briefe son successeur, Pierre Lacoste, sur le service dans la semaine avant de le quitter.
Selon le journaliste spécialisé Jacques Isnard, « La disgrâce de M. Marion (…) est venue de la conjonction de deux mécontentements : celui de la « base », au sein de la DGSE, qui ne supportait plus la gestion brutale et brouillonne du patron, et celui du gouvernement qui reprocha à ce dernier de se comporter souvent en franc-tireur pour tenter (et parfois réussir, comme ce fut le cas avec les Syriens) d'apaiser les tensions internationales dont le règlement ressortait de l'action diplomatique ou des missi dominici directement rattachés au chef de l'État ». Selon l'intéressé, le refroidissement de ses relations avec le président Mitterrand est lié à son refus d'une demande faite par Charles Hernu et François de Grossouvre d'utiliser la DGSE pour obtenir des « renseignements sur des citoyens français ». Cette tâche sera peu après prise en charge par la cellule antiterroriste de l'Élysée.
Il est nommé président du groupe Aéroports de Paris le 1er janvier 1983, poste qu'il conserve jusqu'à 1986. Il doit y faire face à l'attentat du 15 juillet 1983 à Orly.

## Prises de position
Pierre Marion était croyant mais non-pratiquant.
Pierre Marion était franc-maçon, depuis 1953. Il rejoint la franc-maçonnerie sur invitation d'un ami. Il reste vingt et un an au sein du Grand Orient de France, pour ensuite passer à la Grande Loge nationale française, considérant qu'elle correspondait plus à ses convictions. Certains rapportent qu'il aurait connu Charles Hernu en loge, mais Marion écrit dans sa biographie qu'ils ne faisaient pas partie de la même obédience. Il affirme que leur appartenance à la franc-maçonnerie n'aurait joué aucun rôle dans leur relation.

## Publications
- 1991 : La mission impossible : À la tête des services secrets, Calmann-Lévy, 259 pages.
- 1994 : Le Pouvoir sans visage : Le complexe militaro-industriel, Calmann-Lévy.
- 1999 : Mémoires de l'ombre - Un homme dans les secrets de l'État, Flammarion, 299 pages,  (ISBN 2-08-067692-X)
- 2001 : Mes bien-aimés frères - Histoire et dérive de la Franc-Maçonnerie, Flammarion, 294 pages.